# Таиландско-японские отношения
Таиландско-японские отношения — двусторонние дипломатические отношения между Таиландом и Японией. Ранние контакты начались с торговли на японских кораблях-сюинсэнах и создания японских общин на сиамской земле, но были прерваны с периодом самоизоляции Японии. Контакты возобновились в XIX веке и развивались, в настоящее время Япония является одним из ведущих экономических партнеров Таиланда. Таиланд и Япония схожи в том, что никогда не теряли суверенитет перед европейскими державами в колониальный период, также оба государства являлись частью стран «оси» во время Второй мировой войны.

## Первые контакты
В 1593 году сиамские летописцы сообщали, что сиамский король Наресуан имел в своей армии 500 японских солдат, когда одержал победу над бирманским кронпринцем Пхра Маха Упараджа, в битве верхом на слоне.
В декабре 1605 года знаменитый английский исследователь Джон Дейвис был убит японскими пиратами у берегов Сиама, став таким образом первым англичанином, убитым вокоу.

## Сюинсэны

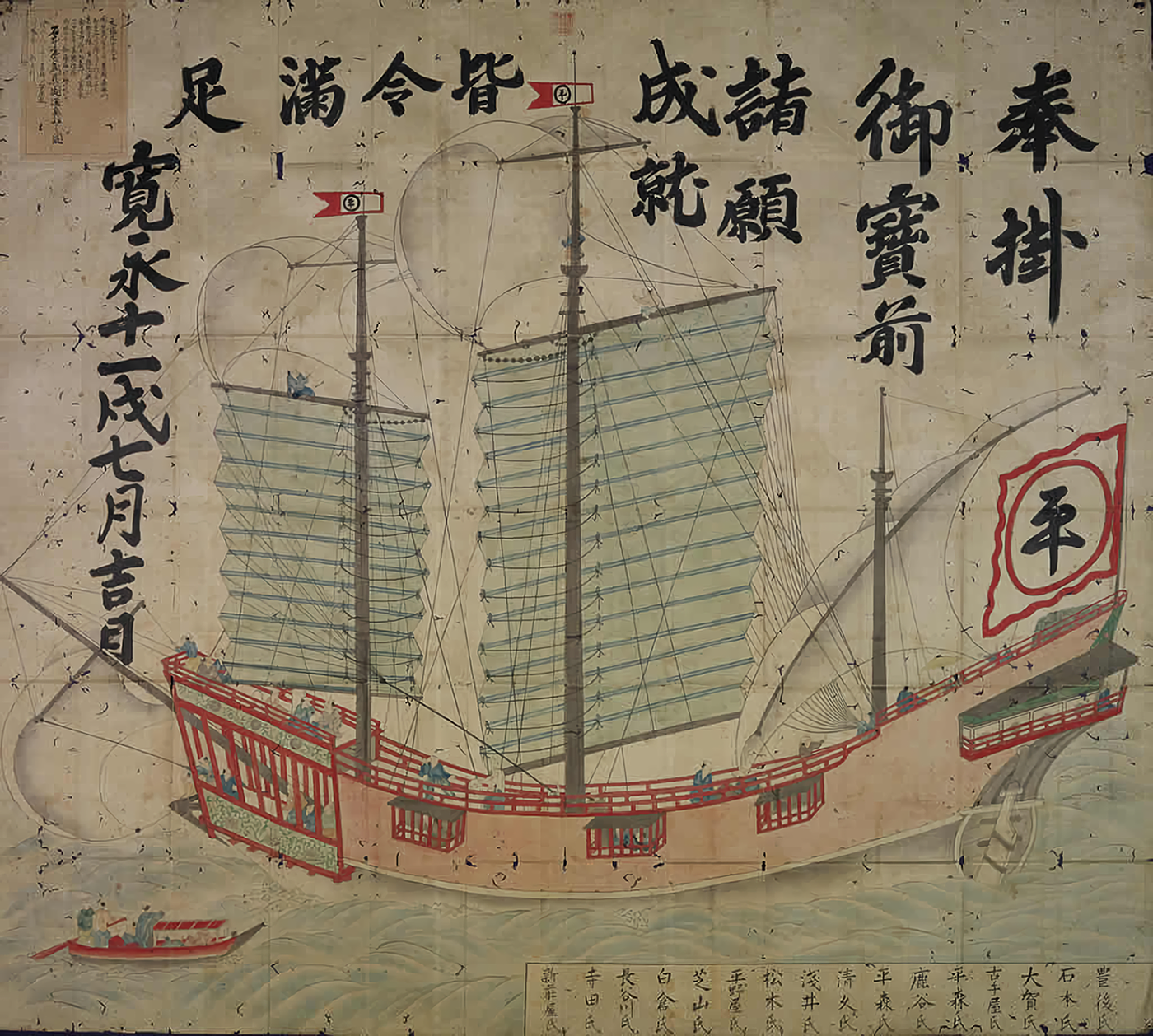
Японский сюинсэн. Городской музей Нагасаки

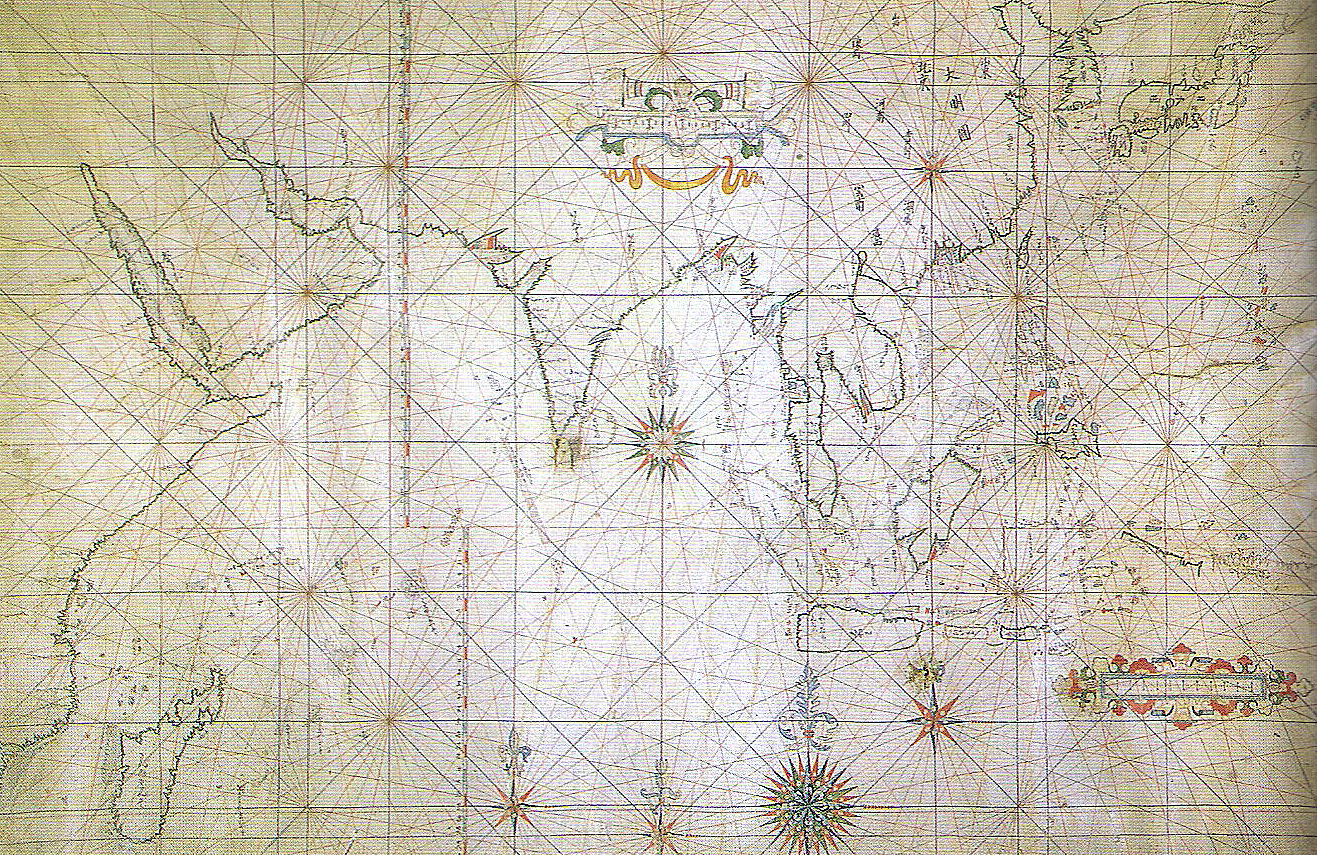
Японский портулан Индийского океана и побережья Восточной Азии, начало XVII века

Между 1604 и 1635 годами зарегистрировано около 56 сюинсэнов, направлявшихся в Сиам. Примерно к 1620 году торговля между Сиамом и Японией превысила общий объём торговли Сиама со всеми другими странами.
В Сиаме была основана японская колония, которая вела активную торговлю, в частности, вывозила в Японию оленьи шкуры и саппановую древесину в обмен на серебро и изделия кустарного промысла (мечи, лакированные шкатулки, бумагу высокого качества). В Сиаме Япония была заинтересована в закупке китайского шёлка, а также сыромятной кожи и шкур скатов или акул (которые использовались для изготовления шагрени для рукояток и ножен японских мечей).
Голландцы заявляли, что японцы бросили вызов торговой монополии Голландской Ост-Индской компании, поскольку их влияние на короля Сиама обычно позволяло им покупать не менее 50 % общего объема производства, оставляя небольшое количество товаров худшего качества для других трейдеров.
Король Сиама отправил в Японию множество дипломатических миссий: в 1621 году миссия во главе с Кхуном Пичитсомбатом и Кхуном Прасертом, в 1623 году — Луангом Тонгсамутом и Кхуном Саватом, а в 1626 году — Кхуном Ракшаситтифоном. В письмах короля Сонгтама отмечается высокий уровень отношений между двумя странами: «Существование моря, разделяющего Таиланд и Японию, затруднило контакты между нашими двумя странами. Однако торговые суда теперь регулярно курсируют между нашими двумя странами, в результате чего отношения становятся ещё ближе. Теперь очевидно, что вы (сёгун) питаете к нам искреннюю привязанность, привязанность даже более сильную, чем привязанность к вашим ближайшим родственникам».
Сёгун Токугава ответил королю Сонгтаму аналогичным образом: «Дружеские отношения между нашими двумя странами не могут быть разрушены. Поскольку есть взаимное доверие, существование моря между нами не имеет никакого значения».

## Японская община в Сиаме

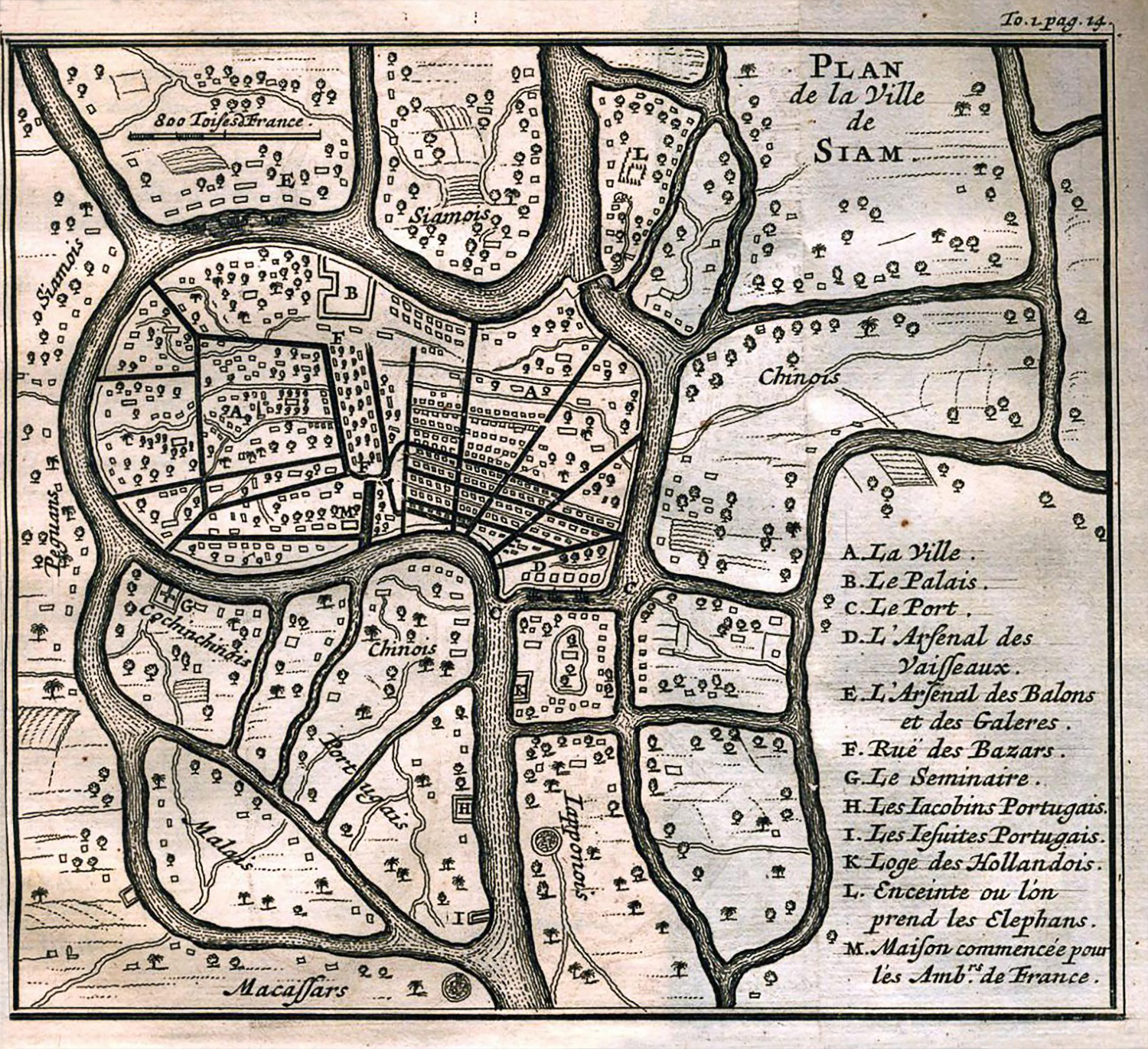
Японский квартал в Аюттхае указан внизу по центру карты

В японских кварталах Аюттхая проживало около 1500 японцев (по некоторым оценкам, до 7000). По-тайски община называлась Бан-Ипун, и её возглавлял японец, назначенный властями Таиланда. Судя по всему, это была комбинация торговцев, новообращенных христиан («киришитан»), бежавших из своей родной страны в различные страны Юго-Восточной Азии после преследований Тоётоми Хидэёси и Токугавы Иэясу, и безработных бывших самураев, которые оказались на проигравшей стороне в битве при Сэкигахаре.
Миссионер Антониу Франсишку Кардим рассказывал, что в 1627 году он причастил около 400 японских христиан в тайской провинции Аюттхае. В Накхонситхаммарате и Паттани также существовали японские общины.
Контакты с другими общинами не всегда были гладкими: в 1614 году сотрудники Британской Ост-Индской компании убили восемь японцев в бою в городе Аюттхае.

### Ямада Нагамаса
Японский авантюрист Ямада Нагамаса в тот период времени был очень влиятельным и правил частью Королевства Сиама. Он поселился в королевстве Аюттхая примерно в 1612 году и стал правителем провинции Накхонситхаммарат на юге Таиланда.

### Уильям Адамс
Английский авантюрист Уильям Адамс, живший в Японии, руководил несколькими торговыми проектами Японии и Сиама.

### Тэндзику Токубэй
Японский авантюрист и писатель Тэндзику Токубэй посетил Китай, Вьетнам и Сиам на борту японского корабля-сюинсэна. Тэндзику Токубэй остался на некоторое время в Сиаме и снова посетил эту страну на борту одного из кораблей голландского авантюриста Яна Йостена Лоденстейна и вернулся с большим богатством и множеством историй, которые можно было рассказать.

## Ограничение отношений между Сиамом и Японией
После смерти Ямады Нагамасы в 1630 году новый правитель Сиама Прасат Тхонг (1630—1655) послал армию из 4000 солдат, чтобы разрушить японское поселение в Аюттхае, но многим японцам удалось бежать в Камбоджу. Несколько лет спустя, в 1633 году, вернувшиеся японцы из Индокитая смогли восстановить поселение в Аюттхае (300—400 японцев).
С 1634 года сёгун Японии, проинформированный об этих проблемах, отказался выдавать дальнейшие разрешения для кораблей-сюинсэнов для направления в Сиам. Однако, желая возобновить торговлю, король Сиама в 1636 году отправил торговый корабль и миссию в Японию, но сёгун отклонил предложение. В то время Япония самоизолировалась от мира, чтобы защитить себя от христианства, положив начало периоду сакоку. С этого времени голландцы взяли на себя большую часть прибыльной сиамско-японской торговли.

### Торговые отношения
Дополнительные миссии были отправлены Сиамом в Японию в 1656 году, во время правления короля Чайярачи, и в 1687 году, во время правления короля Нарая. Хотя Япония закрывалась для торговли (особенно со странами Запада, за исключением Республики Соединённых провинций), многие сиамские джонки продолжали посещать Японию: между 1647 и 1700 годами в Нагасаки было зафиксировано прибытие около 130 сиамских кораблей. Зарегистрировано, что во время правления Петрачи около 30 джонок покинули Аюттхаю и направились в Нагасаки. С 1715 года разрешалось провозить только одну сиамскую джонку в год, но это было немало по сравнению с тем, чем другие страны могли торговать с Японией.

### Японские общины в Сиаме
Однако японские общины остались в Сиаме, и многочисленные беженцы от преследований христиан в Японии также прибыли в страну после обнародования запрета Токугавы Иэясу на христианство в Японии в 1614 году. Знаменитая Мария Гийомар де Пинья, жена греческого авантюриста Контантина Геракиса, ставшего в конце XVII века одним из самых влиятельных людей Сиама, была наполовину японкой. Во второй половине XVII века французские католические миссионеры в Сиаме заботились о христианах-вьетах и японских христианских общинах в Сиаме.
Поскольку сёгунат Токугава запретил японцам, обосновавшимся за границей, возвращаться в Японию, по сути, в качестве защитной меры от христианства, японские общины в Сиаме постепенно были поглощены местными жителями.

## Возобновление контактов (XIX век)
Отношения возобновились в XIX веке, когда 26 сентября 1887 года была принята Декларация о дружбе и торговле между Японией и Сиамом, во время правления короля Чулалонгкорна в Сиаме и императора Мэйдзи в Японии.
Многочисленные японские специалисты были отправлены в Таиланд, чтобы помочь модернизировать страну в таких областях, как право, образование и шелководство.

## Вторая мировая война: оккупация и союз
Сиам был союзником Японии во время Второй мировой войны после многочисленных довоенных дипломатических контактов и японского вторжения в Таиланд.
Японцы добились от премьер-министра Таиланда Пибуна Сонгкрама секретного устного обещания поддержать их в нападении на Британскую Малайю и Британскую Бирму. Однако премьер-министр Таиланда не был полностью лоялен Японии и вполне мог пересмотреть свои обещания, если обстоятельства изменятся. Его правительство также запросило у британцев и американцев гарантии безопасности в случае вторжения Японии в Таиланд.
8 декабря 1941 года японское вторжение в Таиланд началось одновременно с вторжением в Малайю. Японцы высадили около 2000 солдат недалеко от Бангкока, а также высадились в Сонгкхле и Прачуапкхирикхане (что привело к битве за Прачуапкхирикхан). Таиландские войска первоначально дали бой японским интервентам, но через пять часов после получения ультиматума от Японии правительство Таиланда приказало войскам прекратить огонь и сложить оружие.
Договор о союзе между Таиландом и Японией был подписан 21 декабря 1941 года, а 25 января 1942 года Таиланд объявил войну Соединённым Штатам Америки и Великобритании. Но Приди Паномионг, действующий в качестве регента отсутствующего короля Ананды Махидона, отказался подписать декларацию об объявлении войны, а посол Таиланда в Вашингтоне Сени Прамот отказался её передать. Сени Прамот организовал движение сопротивления «Свободный Таиланд» под руководством Приди Паномионга в регентском офисе. Затем японцы приступили к вторжению в соседние Малайю и Сингапур, которые были британскими колониями. Таиланд оказывал помощь японским войскам во вторжении на эти территории.
Тем временем Япония разместила на территории Таиланда 150 000 солдат. По мере того как война затягивалась, японцы все чаще относились к Таиланду как к завоёванной территории, а не как к союзнику. Хотя Соединённые Штаты Америки официально не объявили войну Таиланду, 26 декабря 1942 года бомбардировщики Десятой воздушной армии США, базировавшиеся в Британской Индии, совершили первый крупный бомбардировочный налёт, в результате которого был нанесен серьёзный ущерб Бангкоку и другим территориям, погибло несколько тысяч человек. Общественное мнение и позиция политической элиты заметно настроились против союза Пибуна Сонгкрама с Японией. В марте 1944 года Пибун Сонгкрам проводил переговоры с представителями китайской армией в Юньнани о совместной борьбе против японцев.

## Современные отношения

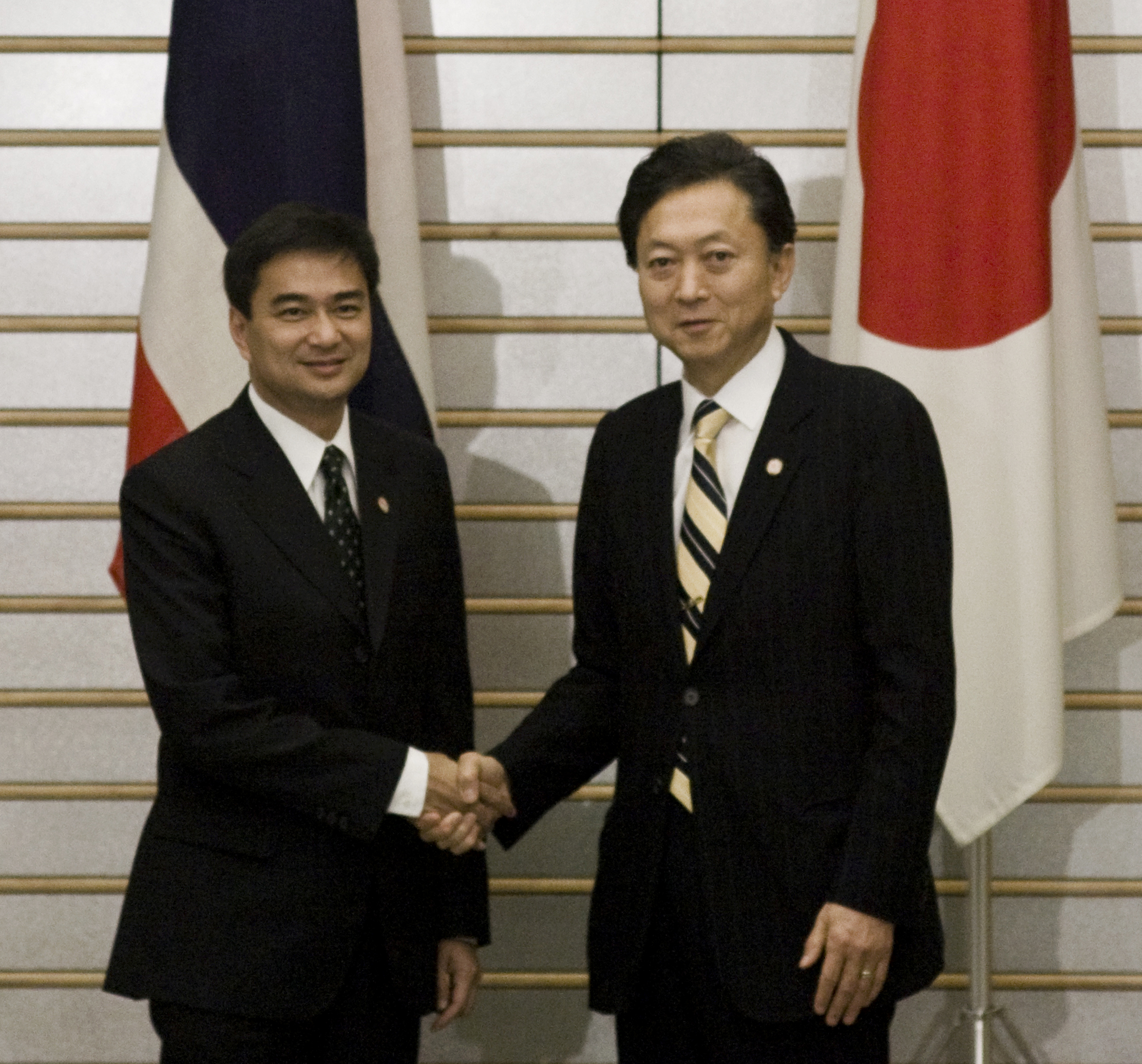
Премьер-министр Таиланда Апхисит Ветчачива с премьер-министром Японии Юкио Хатоямой в 2009 году

В XXI веке Япония снова стала ключевым торговым партнером и иностранным инвестором Таиланда. В 2007 году было подписано Соглашение об экономическом партнёрстве между Японией и Таиландом, направленное на создание свободной торговли между двумя странами после 10-летнего переходного периода.